# Abel Matutes
Abel Matutes Juan (Ibiza, 31 de octubre de 1941) es un político, empresario y banquero español, ministro de Asuntos Exteriores entre 1996 y 2000.
Participó en la vida política española en todos los niveles, tanto a nivel nacional en el Ministerio de Asuntos Exteriores (1996-2000) y en las Cortes Generales como diputado y senador entre 1977 y 1986, a nivel europeo, siendo diputado del Parlamento Europeo entre 1994 y 1996 y miembro de la Comisión Europea, y a nivel local, siendo alcalde de Ibiza entre 1970 y 1971.

## Carrera académica
Hijo de Antonio Matutes, estudió Derecho y Ciencias Económicas en la Universidad de Barcelona, ejerciendo posteriormente como profesor de Economía Política y de Hacienda Pública en la misma Universidad. Profesor honorario de la Universidad de Buenos Aires y doctor honoris causa por las Universidades de Santiago de Chile y de la Universidad Autónoma de Madrid. Miembro honorario de la Academia Filipina de la Lengua Española. Académico correspondiente nacional para Baleares de la Real Academia de Ciencias Económicas y Financieras de España.

## Carrera deportiva
Al mismo tiempo que estudiaba las carreras de Derecho y Ciencias Económicas, practicaba el fútbol hasta llegar a jugar como profesional en el RCD Español. También recibió la ofertas del Barcelona para recalar en su club, pero el empresario prefirió las ciencias empresariales.

## Actividad empresarial
A lo largo de su vida ha sido presidente de la Compañía Hotelera Fiesta Hotel Group y de la Agrupación Hotelera Doliga. Así mismo, fue directivo de la «Banca Abel Matutes». Actualmente es presidente del Grupo Empresas Matutes y propietario de la multinacional Fiesta Hotel Group que se llama Palladium Hotel Group desde 2012. 

## Carrera política
Su carrera política tuvo dos acepciones: una, como parte del cuerpo del Estado y otra como parte de un partido político. Ambas funciones fueron asumidas en varias ocasiones de manera simultánea.

### Dentro del partido político
Fue afiliado del Partido Popular, del que fue vicepresidente primero y presidente del comité electoral. Se dio de baja como afiliado del PP en noviembre de 2008, tras más de 20 años de militancia, según sus manifestaciones «para defender mejor sus negocios» por considerar que es perseguido por el Consejo Insular de Ibiza. dirigido por PSOE en aquel momento

### Cargos públicos
Durante la dictadura de Francisco Franco, ejerció de alcalde de Ibiza entre 1970 y 1971. Fue vicepresidente de Alianza Popular. Elegido senador en las primeras elecciones democráticas celebradas en España el 15 de junio de 1977. En 1982 fue elegido para el Congreso de los Diputados. En 1986 fue nombrado miembro de la Comisión Europea dirigida por Jacques Delors.
Encabezó las listas al Parlamento Europeo en 1994 por el Partido Popular, obteniendo la primera victoria nacional de dicho partido en unas elecciones.
Fue nombrado ministro de Asuntos Exteriores el 6 de mayo de 1996 durante el primer gobierno de José María Aznar. Durante su gestión como ministro de Asuntos Exteriores, realizó una visita oficial a Cuba, que constituyó un hecho histórico puesto que sería el primer gesto de acercamiento entre el gobierno español y el régimen cubano. Posteriormente, la isla sería visitada por Miguel Ángel Moratinos, sucesor de Matutes, apostando por una restitución paulatina de las relaciones entre ambos países. Al respecto, Matutes alabó la gestión del PSOE al dar continuidad al proyecto iniciado con la isla, pese a ser de un partido históricamente contrario.

### En la Unión Europea
A partir del ingreso de España en la Unión Europea, Matutes fue encargado de velar constantemente por que España participase de manera natural al proceso de integración regional. Mientras perteneció a la Comisión Europea se le encomendó la representación de su país, velando por los intereses comunitarios.
En 1999 protagonizó un escándalo político, al brindar su apoyo como miembro de la Comisión Europea al candidato italiano, Romano Prodi frente al candidato español, Javier Solana, quien en ese momento era secretario general de la OTAN. Pese a dicha discordancia con los intereses de su país, el gobierno de José María Aznar no se pronunció al respecto; sin embargo, la prensa trató de manera bastante crítica su actitud.
Durante su gestión en la Comisión Europea inició con un proceso de capacitación del gabinete de dicho organismo, para crear mecanismos de diálogo, evitando roces políticos entre los distintos representantes.

## Familia
Tiene cuatro hijos, tres mujeres y un varón. Su hijo Abel Matutes Prats es presidente de Palladium Hotel Group y vicepresidente del Grupo Empresas Matutes, su hija Estrella Matutes Prats fue consejera de Urbanismo del Consejo Insular de Ibiza durante la legislatura 2003-2007, y su hija Carmen Matutes Prats es directora adjunta, gestiona la Fundación Abel Matutes y Fundatur. Su nieta María Monfort Matutes, hija de Carmen, es influencer y mantiene una relación con el piloto de motociclismo Jorge Martín.[cita requerida]